# Enrico Bagnoli
Enrico Bagnoli (Milano, 21 agosto 1925 – 8 settembre 2012) è stato un fumettista e illustratore italiano.

## Biografia
Quando ancora frequenta il liceo artistico di Brera, pubblica i primi disegni sul settimanale Bimbe d'Italia e, nel 1942, realizza storie di ambientazione storica per la testata Albo Impero della Casa Editrice Impero e, poco dopo, quando ha solo 17 anni, inizia a collaborare Edizioni Audace di Gianluigi Bonelli realizzando alcune copertine della quinta serie della collana Audace Supplementi e alcune storie a fumetti scritte dallo stesso Bonelli. Nel 1944 collabora con le Edizioni Alpe alla testata Le più belle avventure e Dinamite realizzando i disegni per storie scritte dal Luciano Pedrocchi e Cesare Solini realizzando, tra gli altri, episodi della serie "Volpe e Saetta". Dopo la guerra, sempre insieme a Pedrocchi, collabora con il settimanale Intrepido della Casa Editrice Universo e per il periodico e per Topolino della Mondadori e, contemporaneamente, si occupa anche di realizzare illustrazioni sulla testata Pecos Bill della Mondadori.
Tra la fine degli anni quaranta e i primi anni cinquanta collabora con case editrici straniere, come le francesi Dargaud, l'inglese Fleetway e la tedesca Springer Verlag, per le americane DC Comics e St. John Publishing e, per un certo periodo, si trasferisce anche negli Stati Uniti dove pubblica con la casa editrice Fiction House, storie di genere western pubblicate sul magazine Rangers Comics e di genere avventuroso su Jungle Comics e altre su Daring Adventures della Approved Comics. Negli anni sessanta torna a collaborare con la Mondadori dove realizza storie con Superman e Batman scritte da Pier Carpi e, dal 1965, inizia anche a dirigere alcune di queste pubblicazioni come la collana Classici dell'Audacia dedicata ai fumetti franco-belga.
Nel 1969 diventa redattore del Corriere dei Piccoli che poi divenne il Corriere dei ragazzi, per il quale realizza serie poliziesche come Il Commissario Argento, Nick Carbone e Marty Ferro, e la serie per ragazzi Piero, Patti e passatù. in seguito, durante gli anni ottanta, si dedica all'illustrazione lavora per Fabbri, UTET e altri editori di libri scolastici ed enciclopedie oltre che come ritrattista per quotidiani e altri periodici. Dal 1985 passa alla Sergio Bonelli Editore dove disegna Martin Mystère firmandosi con lo pseudonimo di "Henry" realizzando negli anni una trentina di storie del personaggio.
È morto nel 2012 all'età di 87 anni. È stato seppellito nel cimitero di Lambrate, a Milano.